# Östergötlands runinskrifter 111
Runinskrift Ög 111, eller den så kallade Landerydsstenen, sitter horisontellt inmurad i Landeryds kyrka i Landeryds socken och Linköpings kommun i Östergötland.

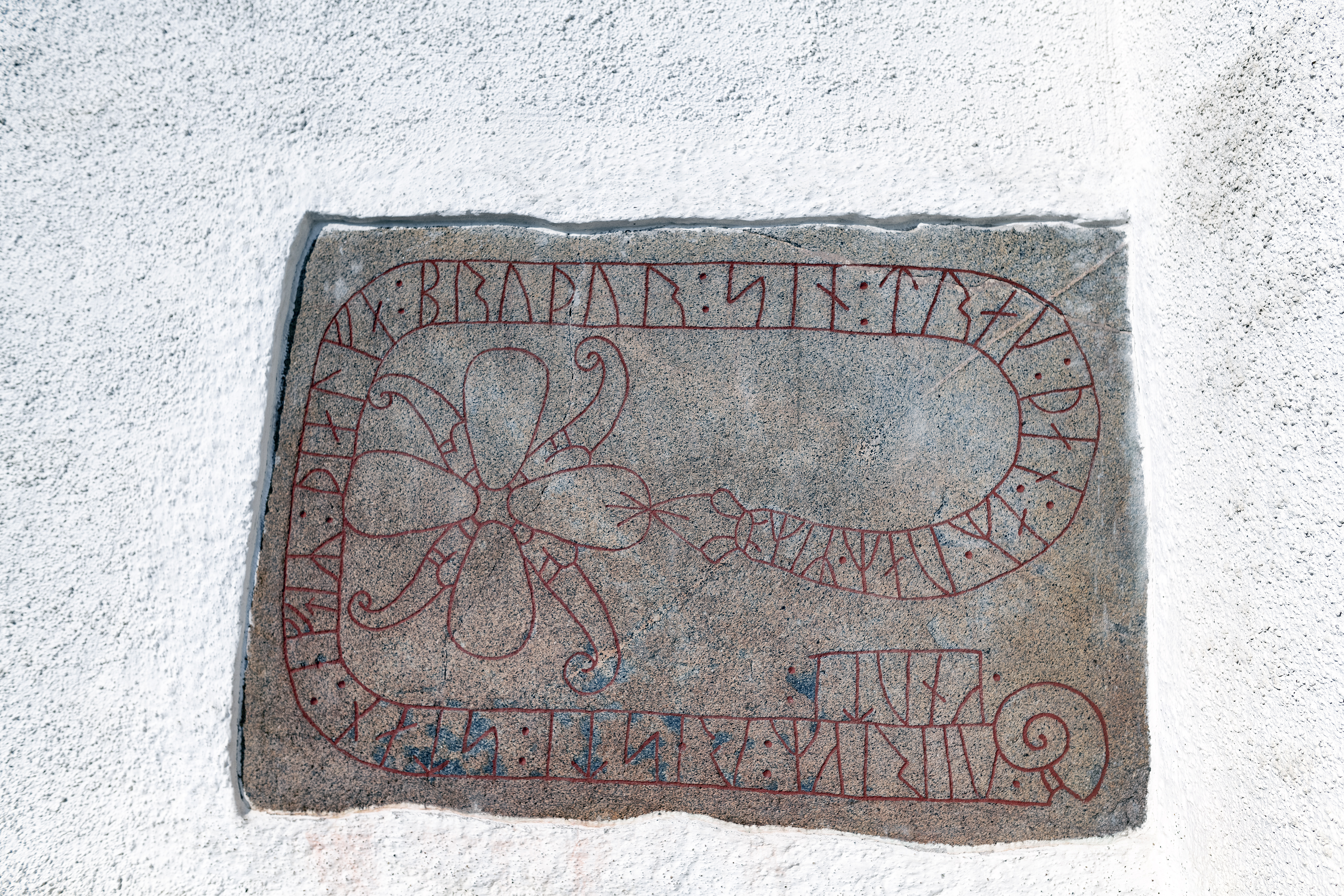
Ög 111 år 2020

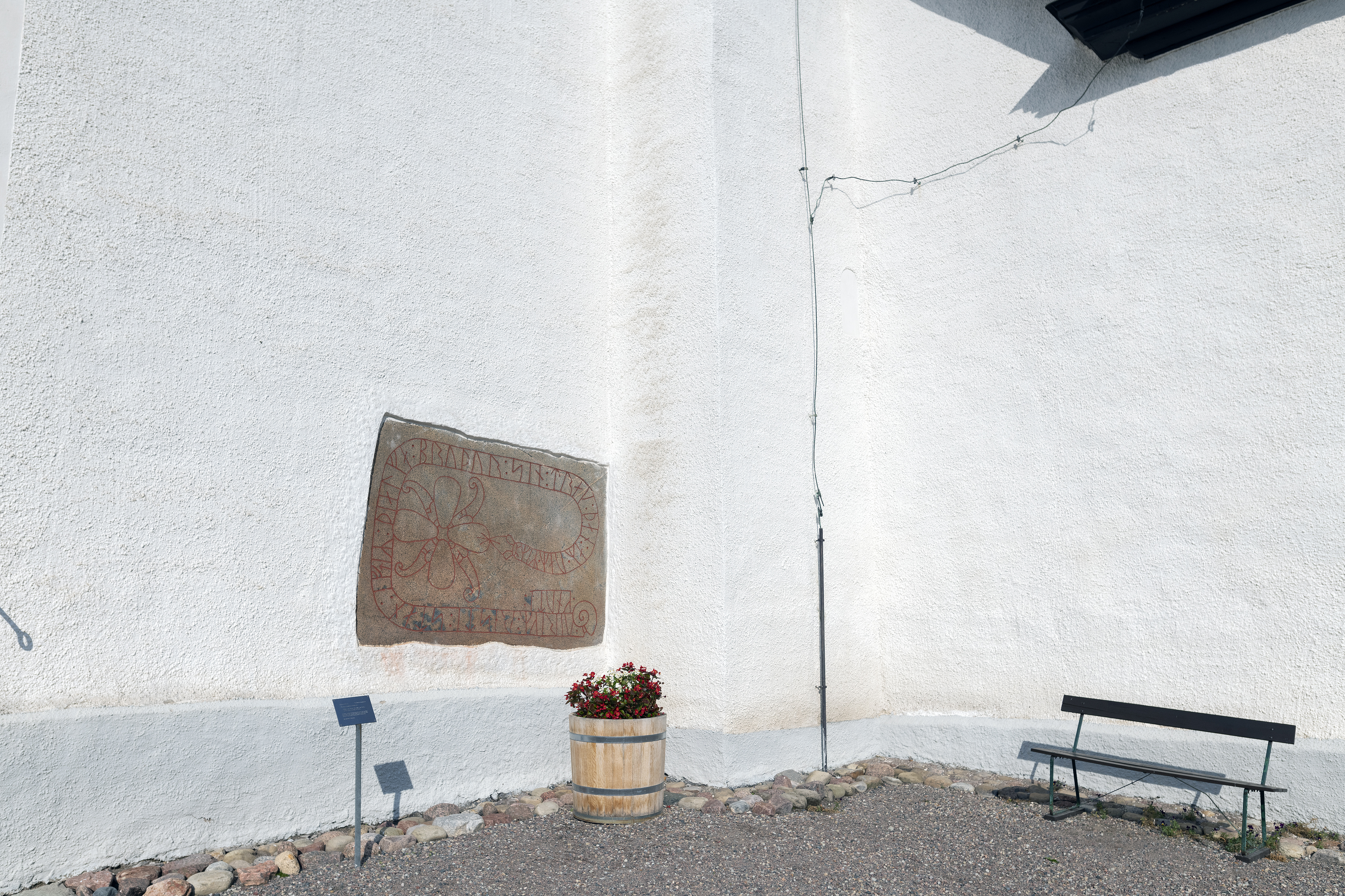
Ög 111 år 2020

## Stenen
Stenen är placerad i södra tornmuren och väl synlig. Den kan utifrån ormhuvudet som är sett uppifrån dateras till 1010-1050. Materialet är gnejs och ristningen är imålad med röd färg. Inskriften lyder i översättning: 

## Inskriften
Translitterering av runraden:
· uirikʀ : resti : stan : eftiʀ : þialfa : bruþur : sin : trak : þan : aʀ · uaʀ · miʀ · knuti :
Normalisering till runsvenska:
Væringʀ ræisti stæin æftiʀ Þialfa, broður sinn, dræng þann, eʀ vaʀ með Knuti.
Översättning till nusvenska:
Väring reste stenen efter Tjälve sin broder, den dräng som var med Knut".
Knut syftar på Knut den stores erövring av England 1015. Notera också att den dödes bror som lät resa stenen bär namnet Väring. På så vis kan Landerydstenen föra tanken både till Miklagårds väringagarde och till Englands kungliga hird.